# أندريه ميشلان
أندريه جول ميشلان (16 يناير 1853-4 أبريل 1931) كان صناعيًا فرنسيًا أسس مع شقيقه إدوارد (1859-1940) شركة ميشلان في عام 1888 في مدينة كليرمون فيران الفرنسية.
في عام 1900، نشر أندريه أول دليل ميشلان، والذي كان الغرض منه الترويج للسياحة بالسيارة، وبالتالي دعم عملية تصنيع الإطارات الخاصة به.
في عام 1886، تخلى أندريه ميشلان البالغ من العمر 33 عامًا عن حياته المهنية كمهندس ناجح لتولي أعمال جده في مجال السلع الزراعية ومعدات المزارع. بدأ جد ميشلان الشركة التي كانت تبيع معدات زراعية ومنتجات المطاط المفلكن، مثل الأحزمة والصمامات والأنابيب. بمجرد أن تولى أندريه رئاسة الشركة، قام بالإستعانه بشقيقه الأصغر إدوارد للانضمام إليه في الشركة. تم تعيين إدوارد مديرا عاما للشركة.